# Entre Douro e Vouga
L'Entre Douro e Vouga è una subregione statistica del Portogallo, parte della regione Nord, e del distretto di Aveiro. Confina a nord con la Grande Porto e il Tâmega, ad est con il Dão-Lafões e a sud e a ovest con il Basso Vouga.

## Suddivisioni
Comprende 5 comuni:
- Arouca
- Oliveira de Azeméis
- Santa Maria da Feira
- São João da Madeira
- Vale de Cambra